# Mood ring

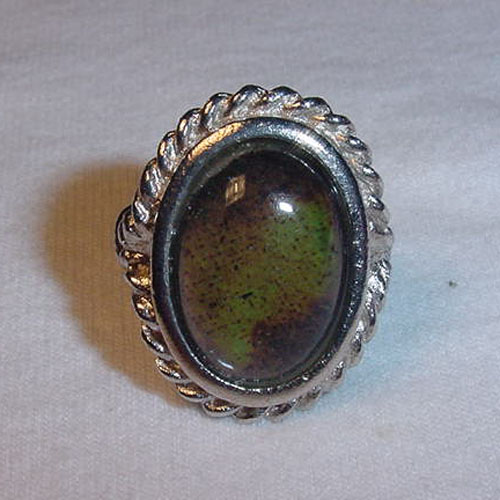
Um mood ring.

Mood ring é um tipo de anel barato feito com cristal líquido que muda de cor conforme a temperatura do corpo da pessoa. Começaram a ser produzidos na década de 1970. O público-alvo desse produto é normalmente os adolescentes.